# Musa Isah
Musa Ali Isah (* 26. August 2000) ist eine bahrainischer Sprinter, der sowohl im 200-Meter-Lauf als auch im 400-Meter-Lauf antritt. Mit der bahrainischen Mixed-Staffel gewann er 2019 die Bronzemedaille bei den Weltmeisterschaften und den Asienmeisterschaften sowie 2023 bei den Asienspielen.

## Sportliche Laufbahn
Erste internationale Erfahrungen sammelte Musa Isah bei den Arabischen Juniorenmeisterschaften 2016 in Tlemcen, bei denen er über 200 und 400 Meter siegreich war. Anschließend gelangte er bei den U20-Weltmeisterschaften im polnischen Bydgoszcz bis in das Halbfinale über 400 Meter und schied im 200-Meter-Lauf mit 21,53 s im Vorlauf aus. Im Jahr darauf siegte er mit der bahrainischen 4-mal-100-Meter-Staffel in 39,55 s und belegte mit der 4-mal-400-Meter-Staffel den vierten Platz bei den Islamic Solidarity Games in Baku. Anschließend gelangte er bei den Jugendweltmeisterschaften in Nairobi über 400 Meter bis in das Halbfinale, in dem er mit 48,43 s ausschied, wie auch bei den U20-Weltmeisterschaften 2018 in Tampere. Ende August nahm er erstmals an den Asienspielen in Jakarta teil und wurde dort mit der Männerstaffel in 3:03,97 min Fünfter. 2019 siegte er bei den Asienmeisterschaften in Doha mit der gemischten Staffel in 3:15,75 min. Ende September nahm er an den Weltmeisterschaften ebendort in der gemischten Staffel an und gewann in neuem Asienrekord von 3:11,82 min die Bronzemedaille hinter den Teams aus den Vereinigten Staaten und Jamaika. Anschließend siegte er bei den Militärweltspielen in Wuhan in 3:06,20 min mit der Männerstaffel und gewann im Einzelbewerb in 46,70 s die Bronzemedaille hinter seinem Landsmann Abubakar Abbas und Mazen al-Yasen aus Saudi-Arabien. 2022 siegte er bei den Islamic Solidarity Games in Konya in 3:17,40 min in der Mixed-Staffel und belegte in 46,08 s den vierten Platz über 400 Meter. Zudem gewann er in der 4-mal-400-Meter-Staffel in 3:04,79 min die Bronzemedaille hinter den Teams aus Marokko und Algerien. Im Jahr darauf gewann er bei den Panarabischen Spielen in Algier in 45,85 s die Bronzemedaille über 400 Meter hinter dem Katari Ashraf Hussen Osman und Hamza Dair aus Marokko und belegte mit der Staffel in 3:21,51 min den vierten Platz. Im Oktober siegte er bei den Asienspielen in Hangzhou in 3:14,02 min gemeinsam mit Kemi Adekoya, Yusuf Ali Abbas und Salwa Eid Naser in der Mixed-Staffel.

## Persönliche Bestzeiten
- 200 Meter: 21,11 s (−1,2 m/s), 9. Juni 2016 in Stara Sagora
- 400 Meter: 45,85 s, 5. Juli 2023 in Algier